# Kaisvere
Kaisvere is een plaats in de Estlandse gemeente Saaremaa, provincie Saaremaa. De plaats heeft de status van dorp (Estisch: küla).
Tot in december 2014 behoorde Kaisvere tot de gemeente Kaarma, tot in oktober 2017 tot de gemeente Lääne-Saare en sindsdien tot de fusiegemeente Saaremaa.

## Bevolking
Het dorp had 20 inwoners op 31 december 2011 en 18 inwoners op 31 december 2021.

## Geschiedenis
Kaisvere werd voor het eerst genoemd in 1453 als boerderij onder de naam Oloff Kyrwemes is tho Kaysever eyn bur. In 1509 heette de plaats Kaysever, in 1645 Kaißfer en in 1798 Wannakaifer. In 1542 kwam het dorp op het landgoed van Kaesel (Käesla) te liggen. Later, vermoedelijk vanaf ca. 1600, viel de plaats onder het landgoed van Kaarma-Loona (Duits: Klausholm).